# Аннувка (Великопольське воєводство)
Аннувка (пол. Annówka) — село в Польщі, у гміні Мицелін Каліського повіту Великопольського воєводства.
У 1975-1998 роках село належало до Каліського воєводства.